# Gardenia lamingtonii
Gardenia lamingtonii är en måreväxtart som beskrevs av Frederick Manson Bailey. Gardenia lamingtonii ingår i släktet Gardenia och familjen måreväxter. Inga underarter finns listade i Catalogue of Life.